# Cibercafé a la Deriva
Cibercafé a la Deriva (漂流ネットカフェ Hyōryū Net Cafe?) es un manga seinen de ciencia ficción y romance creado por Shūzō Oshimi; inició su serialización en la revista Manga Action de la editorial Futabasha y cuenta con un total de 7 tomos recopilatorios. Milky Way Ediciones licenció el manga para su publicación en español, el cual fue publicado entre 2014 y 2015 contando con la traducción de Salomón Doncel-Moriano Urbano. una adaptación a serie de televisión producida por TBS salió al aire en abril de 2009.

## Argumento
Koichi Toki es un oficinista o salaryman casado y a la espera de su primer hijo, que trabaja duro para llevar comida al hogar y que lleva una vida bastante simple y aburrida. Durante un viaje de trabajo decide entrar en un cibercafé, donde encuentra a una excompañera de la escuela tras un tiempo sin verse. En el mismo café, varios clientes empiezan a tener problemas con sus computadoras y la señal telefónica desaparece. El grupo de clientes junto con el encargado del lugar, Toki y su amiga se ven trasladados a un misterioso lugar desierto sin parecido al Japón que conocen. El grupo sufre desencuentros, varias escaladas de ira y desesperación tratando de sobrevivir mientras la relación de Toki y su amiga avanza poco a poco.

## Personajes
Koichi Toki (土岐耕一?)
Es el protagonista de la historia, un oficinista o salaryman con una vida bastante aburrida y simple. Junto a su esposa, que en ocasiones le disgusta, está esperando su primer hijo.
Kaho Tono (遠野果穂?)
Tono era compañera de Toki en la escuela secundaria, se encuentra con él tras 15 años sin verse en un cibercafé.
Yukie Toki (土岐ゆきえ?)
Es la esposa de Toki, está embarazada de varios meses y tiene una personalidad muy sentimental.

## Manga
El manga fue serializado en la revista Manga Action de la editorial Futabasha, un total de 63 capítulos fueron compilados en 7 volúmenes desde febrero de 2009 hasta junio de 2011. En Estados Unidos el manga fue publicado en inglés por JManga desde agosto de 2011 y la versión en español por la editorial Milky Way Ediciones.

### Lista de volúmenes
| N.º | Título      | Fecha de lanzamiento     | ISBN original          |
| --- | ----------- | ------------------------ | ---------------------- |
| 1   | «Volumen 1» | 28 de febrero de 2009    | ISBN 978-4-575-83583-0 |
| 2   | «Volumen 2» | 28 de mayo de 2009       | ISBN 978-4-575-83623-3 |
| 3   | «Volumen 3» | 28 de noviembre de 2009  | ISBN 978-4-575-83696-7 |
| 4   | «Volumen 4» | 28 de abril de 2010      | ISBN 978-4-575-83760-5 |
| 5   | «Volumen 5» | 28 de septiembre de 2010 | ISBN 978-4-575-83815-2 |
| 6   | «Volumen 6» | 28 de enero de 2011      | ISBN 978-4-575-83864-0 |
| 7   | «Volumen 7» | 28 de junio de 2011      | ISBN 978-4-575-83919-7 |